# 失われた黄金都市
『失われた黄金都市』（うしなわれたおうごんとし、原題：Congo）は、マイケル・クライトンによる小説。1980年刊。1995年にはコロムビア映画により『コンゴ』というタイトルで映画化された。

## 概要
コンゴを舞台とした冒険小説。
時代設定は1970年代であるが、冒険の発端となるレーザー光線発生装置をはじめ、数々の最新機器(パソコンや衛星電話など)や当時から研究が盛んだった喋るゴリラが登場する。これは、執筆時における最新のサイエンス・トピックスを作中に盛り込むクライトンの特色である。

## ストーリー
産業用のIIb型ダイヤモンドの鉱脈を探していた調査隊が、コンゴ奥地の密林で灰色の毛に覆われた正体不明の怪物に襲撃され消息を絶った。現地にはソロモン王の秘宝伝説や野生ゴリラの生息地もあることから、救出隊、一攫千金を夢見る山師、そして手話を覚えた天才ゴリラと彼女を故郷に返さんとする学者らが、共にそこへ向かう。
そこには、数百年前までダイヤモンドの採掘で栄えていた町の廃墟があった。鉱山跡から目的のダイヤモンドを発見できたものの、その町の住民がゴリラに似た生き物を鉱山の警備員として飼い慣らしていたことが壁画によって判明する。そして調査隊一行は、「侵入者を叩き殺す」という習性を飼い主がいなくなった後も脈々と受け継いできた彼らに包囲され、執拗な襲撃を受けることになる。

## 書籍
- 『失われた黄金都市』 平井イサク訳、ハヤカワ文庫NV、1990年 ISBN 978-4-15-040587-8